# Sciurus aureogaster
La ardilla gris mexicana (Sciurus aureogaster), conocida en México simplemente como ardilla gris, y también como ardilla arborícola o ardilla vientre rojo. es una especie de roedor esciuromorfo de la familia Sciuridae (ardillas y parientes,). Es una ardilla arborícola originaria de Guatemala y del este y sur de México, y ha sido introducida en algunas regiones de Florida (Estados Unidos) y de Argentina. En México habita en 23 estados (las entidades donde no se ha registrado su presencia son: Baja California, Baja California Sur, Sonora, Chihuahua, Coahuila, Sinaloa, Durango, Quintana Roo y Yucatán), Su pelaje es gris y blanco, rojizo en el abdomen; existen  individuos negros. Mide entre 42 y 55 cm con una cola de 20 a 30 cm de longitud. Orejas y ojos pequeños. Sus dientes son fuertes y los usa para abrir nueces. En México, la NOM-059-SEMARNAT-2010 no considera a esta ardilla en su lista de especies en riesgo; la UICN 2019-1 la registra como de Preocupación menor.

## Características
La ardilla gris mexicana está cubierta por un pelaje gris y blanco, rojizo en el abdomen, y existen también individuos negros. El cuerpo mide entre 42 y 55 cm con una cola de 20 a 30 cm de longitud. Las orejas y los ojos son pequeños; los dientes son fuertes y los usan para abrir nueces. Habita de día, en lugares donde hay mucha luz, y en lugares repletos de árboles. 

## Subespecies
Se conocen dos subespecies de Sciurus aureogaster.
- Sciurus aureogaster aureogaster
- Sciurus aureogaster nigrescens